# Tarbagataj (Buriacja)
Tarbagataj (ros. Тарбагата́й, buriacki Тарбагата) – wieś w Rosji, w Buriacji, ośrodek administracyjny rejonu tarbagatajskiego. W 2021 liczyła 4250 mieszkańców.

## Entymologia
Toponim "Trabagataj" często występuje w nazwach osadnictw ludów mongolskich. Słowo to pochodzi z języka buriackiego, w którym słowo tarbagata oznacza „[miejsce, gdzie] występuje tarbagan (świstak).